# Sampford Brett
Sampford Brett is een civil parish in het bestuurlijke gebied Somerset West and Taunton, in het Engelse graafschap Somerset met 270 inwoners.